# Steingreßling
Der Steingreßling (Romanogobio uranoscopus), auch Steingressling, ist ein seltener mitteleuropäischer Fisch aus der Familie der Karpfenartigen. Bis 1996 wurde die Art in der Gattung Gobio geführt.

## Merkmale
Der Steingreßling besitzt einen spindelförmigen Körper, der am Bauch abgeflacht ist und einen langen, dünnen Schwanzstiel hat. Sein unterständiges Rüsselmaul erleichtert dem Fisch die Nahrungsaufnahme am Gewässergrund. Außerdem besitzt der Steingreßling zwei Barteln und mittelgroße Schuppen. Die Schwanzflosse ist gegabelt, seine Afterflosse dagegen gerade. Beide Flossen besitzen 1–2 dunkle Fleckenbinden. Der Rücken und die Seiten des Steingreßlings besitzen 4–5 bräunliche Sattelbinden. Die durchschnittliche Größe des Steingreßlings liegt bei 8–12 cm. Selten werden diese Fische bis zu 15 cm groß. Der Steingreßling kann leicht mit dem Gründling verwechselt werden, der jedoch kürzere Barteln hat und einen nicht so dünnen und fast runden Körper wie der Steingreßling besitzt. Als einzige Gründlingsart besitzt der Steingreßling eine beschuppte Kehle.

## Lebensraum und Verbreitung
Der Steingreßling bevorzugt schnellfließende, sauerstoffreiche Gewässer mit sandig-kiesigem Grund. Die bevorzugte Fließgeschwindigkeit liegt zwischen 0,5 und 1,5 m/s. Er lebt in der Barbenregion im Einzugsgebiet der Donau. Vorkommen gibt es etwa in der Savinja, Save und Zuflüsse, Sora und Zuflüsse, Murzuflüsse in Slowenien, im Unterlauf der Lavant und in der Donau im Raum Wien. Der Steingreßling ist heute vom völligen Aussterben bedroht. Er ist in Anhang II der Fauna-Flora-Habitat-Richtlinie gelistet. Regional ist er bereits ausgestorben, es gibt nur noch kleine Restvorkommen.  Im letzten Jahrhundert kam er noch häufig vor und galt als teuer bezahlte Delikatesse. Heute hat er in der Wirtschaft keine Bedeutung mehr.
Im November 2009 konnten erstmals seit über 100 Jahren wieder Steingreßlinge im Lech in Bayern nachgewiesen werden.

## Fortpflanzung
Er zählt zu den Frühjahrslaichern, da er in der Zeit von Mai bis Juni laicht. Der Steingreßling ist ein Substratlaicher, er sucht zum Laichen seichte und kiesige Stellen im strömenden Wasser auf. Die Männchen bekommen in der Laichzeit meist einen Laichausschlag.

## Lebensweise
Der Steingreßling kommt meist in kleinen Rudeln vor. Er hält sich bevorzugt am Gewässergrund auf. Er ernährt sich von Insektenlarven, Würmern und anderen kleinen Bodentieren sowie vom Aufwuchs.